# Daniel Morón
José Daniel Morón Salinas (Tunuyán, Provincia de Mendoza, Argentina; 30 de septiembre de 1957) es un exfutbolista y actual director técnico argentino nacionalizado chileno. Jugaba como arquero y su primer equipo fue Andes Talleres de Mendoza. Su último club antes de retirarse fue Audax Italiano de Chile.
Actualmente es director deportivo de Colo-Colo.

## Trayectoria
Un amigo de su padre lo llevó a probarse a las inferiores de Gimnasia y Esgrima de Mendoza a los 15 años, pero ni siquiera lo probaron debido a la cantidad de arqueros en su serie. Después, se unió a Andes Talleres de Mendoza en 1976, debutando a los 16 años en un partido ante Argentino de Mendoza. club en el cual jugó hasta 1981. Después de pasar por Tiro Club y por Atlético Ledesma de Jujuy,para luego firmar por Unión de Santa Fe de Primera División, en el cuadro tatengue jugó hasta 1987.
En 1987 ficha por Colo-Colo, arribando al club el 15 de septiembre de ese año, para reemplazar a Roberto Rojas. Debutó en el arco colocolino  el 20 de diciembre en un partido contra San Luis. Tuvo el paso más destacado de su carrera: en el Cacique jugó hasta 1994, período en el cual se consagró campeón nacional en cuatro ocasiones, además de ganar también la Copa Libertadores, la Copa Interamericana y la Recopa Sudamericana, entre otros torneos. Durante su estadía, Daniel Morón instauró el uso de la indumentaria de color amarillo para los porteros de Colo-Colo.
Posteriormente, jugó en varios conjuntos chilenos, tales como Provincial Osorno, Deportes Concepción, Palestino y Audax Italiano; además fue convocado por el entrenador Xabier Azkargorta a la Selección de Chile para tres amistosos en 1995.
En 2006 fue llamado por Nelson Acosta para ser el entrenador de arqueros de La Roja, cargo que siguió ocupando durante la gestión de Marcelo Bielsa al frente de la selección chilena.
En enero de 2011 ingresó al reality de Canal 13 Año 0. A los 89 días de su estadía en el programa, fue eliminado por Claudio Doenitz en duelo de habilidad. Ese mismo año aceptó el ofrecimiento de Ivo Basay para sumarse a su cuerpo técnico en O'Higgins, luego siguió acompañando al entrenador cuando éste dirigió a Colo-Colo, Santiago Wanderers y Ñublense.
Entre 2018 y 2020 formó parte del directorio de Blanco y Negro, integrando la Comisión de Fútbol de Colo-Colo.
En 2021 se convirtió en el director deportivo de Colo-Colo siendo elegido por la Comisión de Fútbol del equipo.

## Clubes

### Como jugador
| Club                      | País      | Año       |
| ------------------------- | --------- | --------- |
| Andes Talleres de Mendoza | Argentina | 1976-1981 |
| Atlético Ledesma de Jujuy | Argentina | 1982      |
| Unión de Santa Fe         | Argentina | 1983-1987 |
| Colo-Colo                 | Chile     | 1987-1994 |
| Provincial Osorno         | Chile     | 1995      |
| Deportes Concepción       | Chile     | 1996      |
| Palestino                 | Chile     | 1997      |
| Audax Italiano            | Chile     | 1998      |

### Como asistente técnico
| Club               | País  | Año       |
| ------------------ | ----- | --------- |
| O'Higgins          | Chile | 2011      |
| Colo-Colo          | Chile | 2011-2012 |
| Santiago Wanderers | Chile | 2012-2014 |
| Ñublense           | Chile | 2014-2015 |

## Palmarés

### Campeonatos nacionales
| Título           | Club      | País  | Año  |
| ---------------- | --------- | ----- | ---- |
| Copa Chile       | Colo-Colo | Chile | 1988 |
| Copa Chile       | Colo-Colo | Chile | 1989 |
| Primera División | Colo-Colo | Chile | 1989 |
| Copa Chile       | Colo-Colo | Chile | 1990 |
| Primera División | Colo-Colo | Chile | 1990 |
| Primera División | Colo-Colo | Chile | 1991 |
| Primera División | Colo-Colo | Chile | 1993 |
| Copa Chile       | Colo-Colo | Chile | 1994 |

### Copas internacionales
| Título              | Club      | País     | Año  |
| ------------------- | --------- | -------- | ---- |
| Copa Libertadores   | Colo-Colo | Santiago | 1991 |
| Recopa Sudamericana | Colo-Colo | Kōbe     | 1992 |
| Copa Interamericana | Colo-Colo | Santiago | 1992 |

### Distinciones individuales
| Distinción                                                          | Año  |
| ------------------------------------------------------------------- | ---- |
| Deportista sobresaliente del Fútbol Profesional por Revista Triunfo | 1988 |

## Televisión

### Programas de televisión
| Año  | Programa             | Rol          | Canal    |
| ---- | -------------------- | ------------ | -------- |
| 2011 | Año 0 (reality show) | Participante | Canal 13 |